# Negoi (gmina)
Negoi – gmina w Rumunii, w okręgu Dolj. Obejmuje tylko jedną miejscowość Negoi. W 2011 roku liczyła 2235 mieszkańców.